# Михайлишин Емілія Омелянівна
Емілія Омелянівна Михайлишин (7 листопада 1932, Отинія,  Коломийського району Івано-Франківської області ) — українська радянська діячка, новатор сільськогосподарського виробництва, ланкова колгоспу імені Жданова Отинянського (потім — Коломийського) району Івано-Франківської області. Депутат Верховної Ради УРСР 5-го скликання.

## Біографія
Народилася в бідній селянській родині. Трудову діяльність розпочинала наймичкою.
З 1950-х років — колгоспниця, ланкова комсомольсько-молодіжної ланки колгоспу імені Жданова смт. Отиня Отинянського (потім — Коломийського) району Івано-Франківської області. Збирала високі врожаї цукрових буряків.
Потім — на пенсії у смт. Отинія Коломийського району Івано-Франківської області.

## Нагороди
- орден Леніна (26.02.1958)
- медалі